# Surbiton
Surbiton es un barrio del municipio londinense de Kingston upon Thames. Se encuentra a unos 18 km (11 mi) al suroeste de Charing Cross, Londres, Reino Unido. Según el censo de 2011 contaba con una población de 39 625 habitantes.